# Philips Sport Vereniging 2005-2006
Questa voce raccoglie le informazioni riguardanti il Philips Sport Vereniging nelle competizioni ufficiali della stagione 2005-2006.

## Stagione
La squadra vince il campionato con 74 punti.

## Rosa
| N. |                           | Ruolo | Calciatore                 |
| -- | ------------------------- | ----- | -------------------------- |
| 1  | Brasile (bandiera)        | P     | Heurelho Gomes             |
| 2  | Paesi Bassi (bandiera)    | D     | André Ooijer               |
| 3  | Paesi Bassi (bandiera)    | D     | Michael Reiziger           |
| 4  | Brasile (bandiera)        | D     | Alex                       |
| 5  | Inghilterra (bandiera)    | D     | Michael John Ball          |
| 6  | Belgio (bandiera)         | C     | Timmy Simons               |
| 7  | Finlandia (bandiera)      | C     | Mika Väyrynen              |
| 8  | Paesi Bassi (bandiera)    | C     | Phillip Cocu (capitano)    |
| 9  | Paesi Bassi (bandiera)    | A     | Jan Vennegoor of Hesselink |
| 10 | Costa d'Avorio (bandiera) | A     | Arouna Koné                |
| 11 | Stati Uniti (bandiera)    | C     | DaMarcus Beasley           |
| 15 | Australia (bandiera)      | C     | Jason Čulina               |
| 16 | Paesi Bassi (bandiera)    | D     | Theo Lucius                |
| 17 | Perù (bandiera)           | A     | Jefferson Farfán           |

| N. |                        | Ruolo | Calciatore          |
| -- | ---------------------- | ----- | ------------------- |
| 18 | Ghana (bandiera)       | D     | Eric Addo           |
| 19 | Paesi Bassi (bandiera) | D     | Michael Lamey       |
| 20 | Paesi Bassi (bandiera) | C     | Ibrahim Afellay     |
| 21 | Paesi Bassi (bandiera) | P     | Edwin Zoetebier     |
| 23 | Australia (bandiera)   | P     | Nathan Coe          |
| 24 | Stati Uniti (bandiera) | C     | Lee Nguyen          |
| 25 | Paesi Bassi (bandiera) | C     | John de Jong        |
| 27 | Australia (bandiera)   | A     | Archie Thompson     |
| 30 | Spagna (bandiera)      | D     | Pepe Plá            |
| 31 | Argentina (bandiera)   | C     | Juan Carlos Carrizo |
| 32 | Paesi Bassi (bandiera) | A     | Roy Beerens         |
| 35 | Paesi Bassi (bandiera) | A     | Gerald Sibon        |
| 37 | Paesi Bassi (bandiera) | C     | Ismaïl Aissati      |